# Botryobasidium chilense
Botryobasidium chilense är en svampart som beskrevs av Hol.-Jech. 1980. Botryobasidium chilense ingår i släktet Botryobasidium och familjen Botryobasidiaceae.   Inga underarter finns listade i Catalogue of Life.